# Fallopia
Fallopia és un gènere de plantes angiospermes de la família de les poligonàcies (Polygonaceae). Són plantes natives de les zones temperades de l'hemisferi nord.

## Descripció
Són plantes enfiladisses, herbàcies o llenyoses, anuals o perennes. Les fulles poden ser ovades, cordades o sagitades. Les flors s'agrupen en inflorescències en panícula o en grups a les axil·les de les fulles.

## Taxonomia
Aquest gènere va ser publicat per primer cop l'any 1763 a la segona part de l'obra Familles des Plantes del botànic Michel Adanson (1727-1806).

### Etimologia
El nom d'aquest gènere és en honor a Gabriele Falloppio, conegut pels seus descobriments en el camp de l'anatomia humana.

### Espècies
Dins del gènere Fallopia es reconeixen les onze espècies següents:
- Fallopia aubertii (L.Henry) Holub
- Fallopia baldschuanica (Regel) Holub
- Fallopia convolvulus (L.) Á.Löve
- Fallopia cristata (Engelm. & A.Gray) Holub
- Fallopia dentatoalata (F.Schmidt) Holub
- Fallopia dumetorum (L.) Holub
- Fallopia filipes (H.Hara) Holub
- Fallopia koreana B.U.Oh & J.G.Kim
- Fallopia pterocarpa (Wall. ex Meisn.) Holub
- Fallopia scandens (L.) Holub
- Fallopia schischkinii Tzvelev

### Híbrids
S'ha descrit el següent híbrid natural:
- Fallopia × heterocarpa (Beck) Doweld

## Galeria

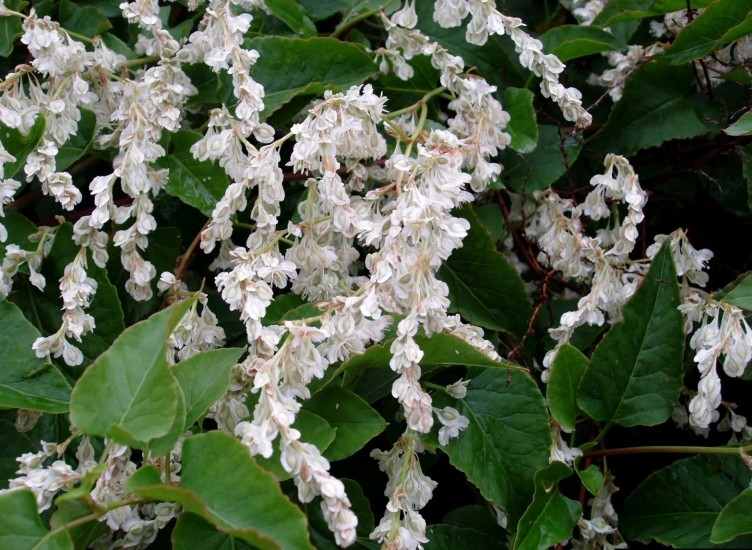
Fallopia baldschuanica
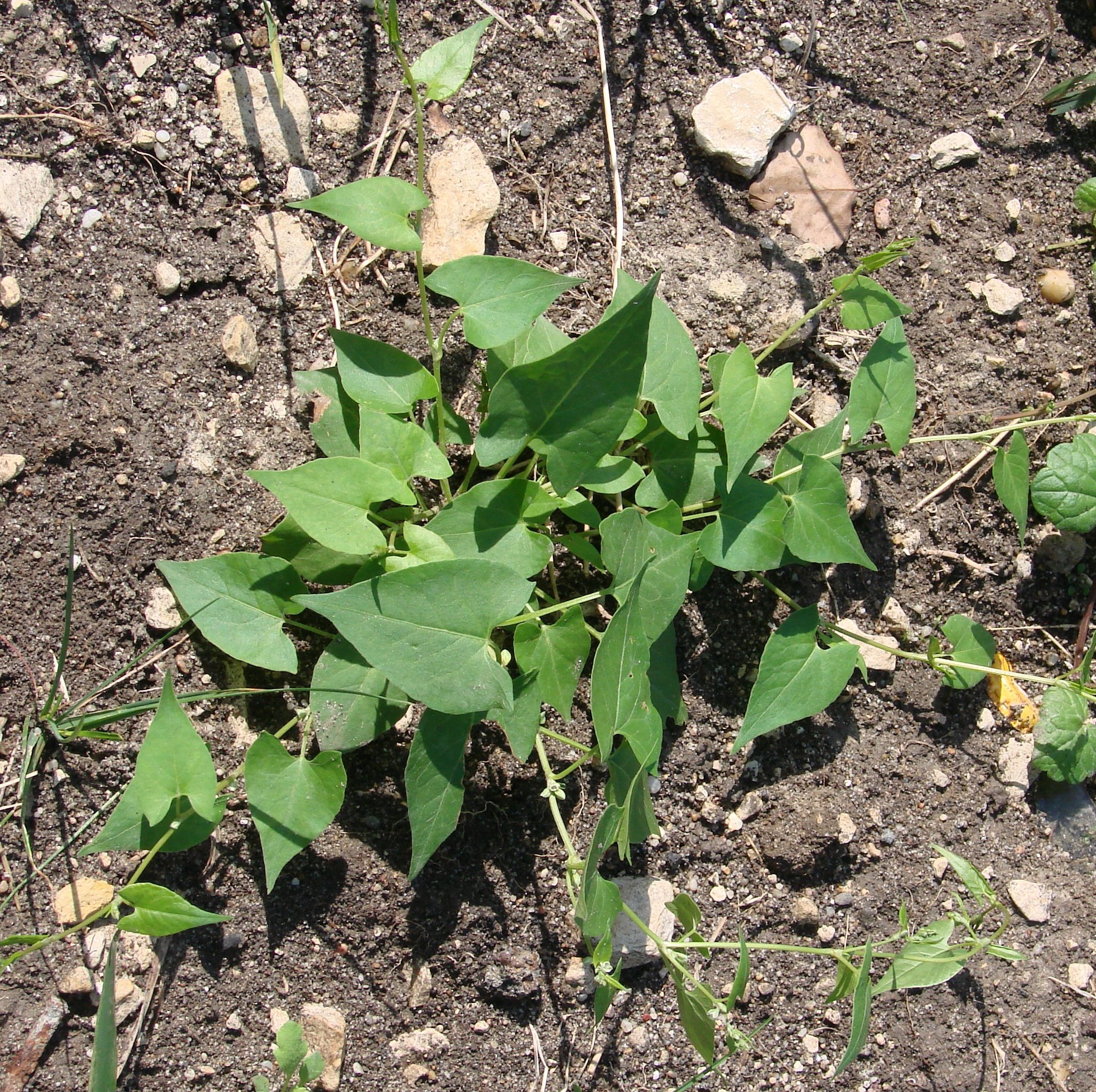
Fallopia convolvulus
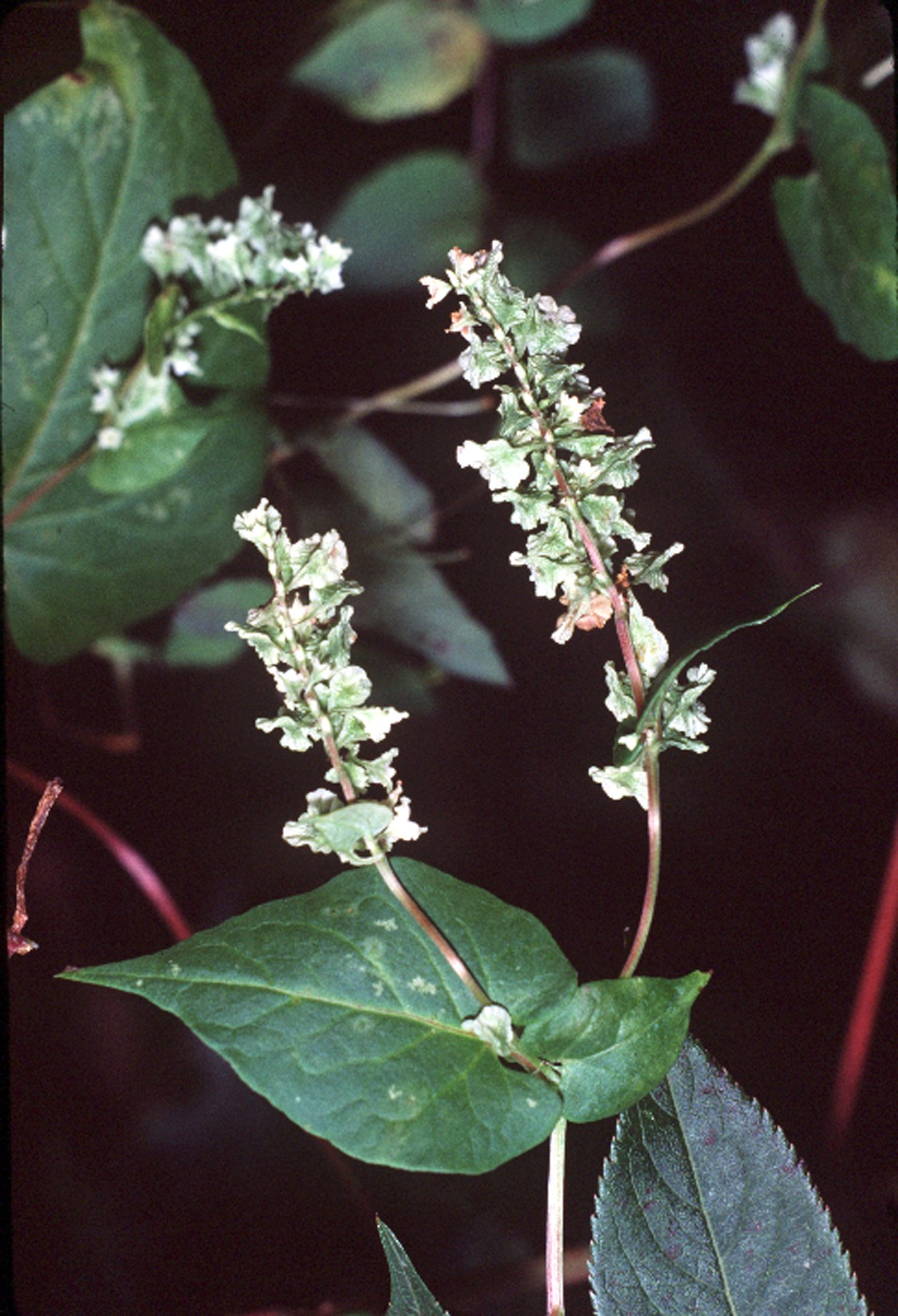
Fallopia scandens